# Maximiliano Sigales
Maximiliano Sigales Straneo (n. San Carlos, Uruguay, 30 de septiembre de 1993) es un futbolista uruguayo. Juega de delantero y es agente libre 

## Trayectoria
Comenzó su carrera como futbolista en el Atenas de San Carlos, de la segunda división del fútbol de Uruguay, donde fue uno de los goleadores de las inferiores del club. Luego fue promovido con el plantel profesional, donde se ganó el puesto de titular rápidamente, convirtiendo varios goles.
Debido al gran juego que mostró y los goles que convirtió, llamó la atención de varios clubes importantes como Peñarol, un grande del fútbol uruguayo.
El 27 de junio de 2016, se confirmó su pase a Godoy Cruz de Mendoza de la Primera División de Argentina, convirtiéndose en el segundo uruguayo en el equipo y generando muchas expectativas en el club, por los goles convertidos en el equipo argentino.

## Clubes
| Club                   | País      | Año         |
| ---------------------- | --------- | ----------- |
| Atenas                 | Uruguay   | 2010 - 2016 |
| Godoy Cruz             | Argentina | 2016 - 2017 |
| Boston River           | Uruguay   | 2017 - 2018 |
| Atenas                 | Uruguay   | 2018        |
| Correcaminos de la UAT | México    | 2019 - 2021 |

## Palmarés

### Logros
| Ascenso                        | Club   | Sede       | Año     |
| ------------------------------ | ------ | ---------- | ------- |
| Campeonato de Segunda División | Atenas | Tacuarembó | 2013/14 |